# James Cameron
James Francis (Jim) Cameron (Kapuskasing (Ontario), 16 augustus 1954) is een Canadese filmregisseur, filmproducent, televisieproducent, scenarioschrijver, editor en documentairemaker. Tot de films die op zijn naam staan behoren kassuccessen als Titanic, Avatar, Aliens en The Terminator.

## Biografie
James Cameron werd geboren in Kapuskasing in de Canadese provincie Ontario. In 1971 verhuisde hij met zijn familie naar Brea, Californië. Cameron ging natuurkunde studeren aan de California State University - Fullerton.

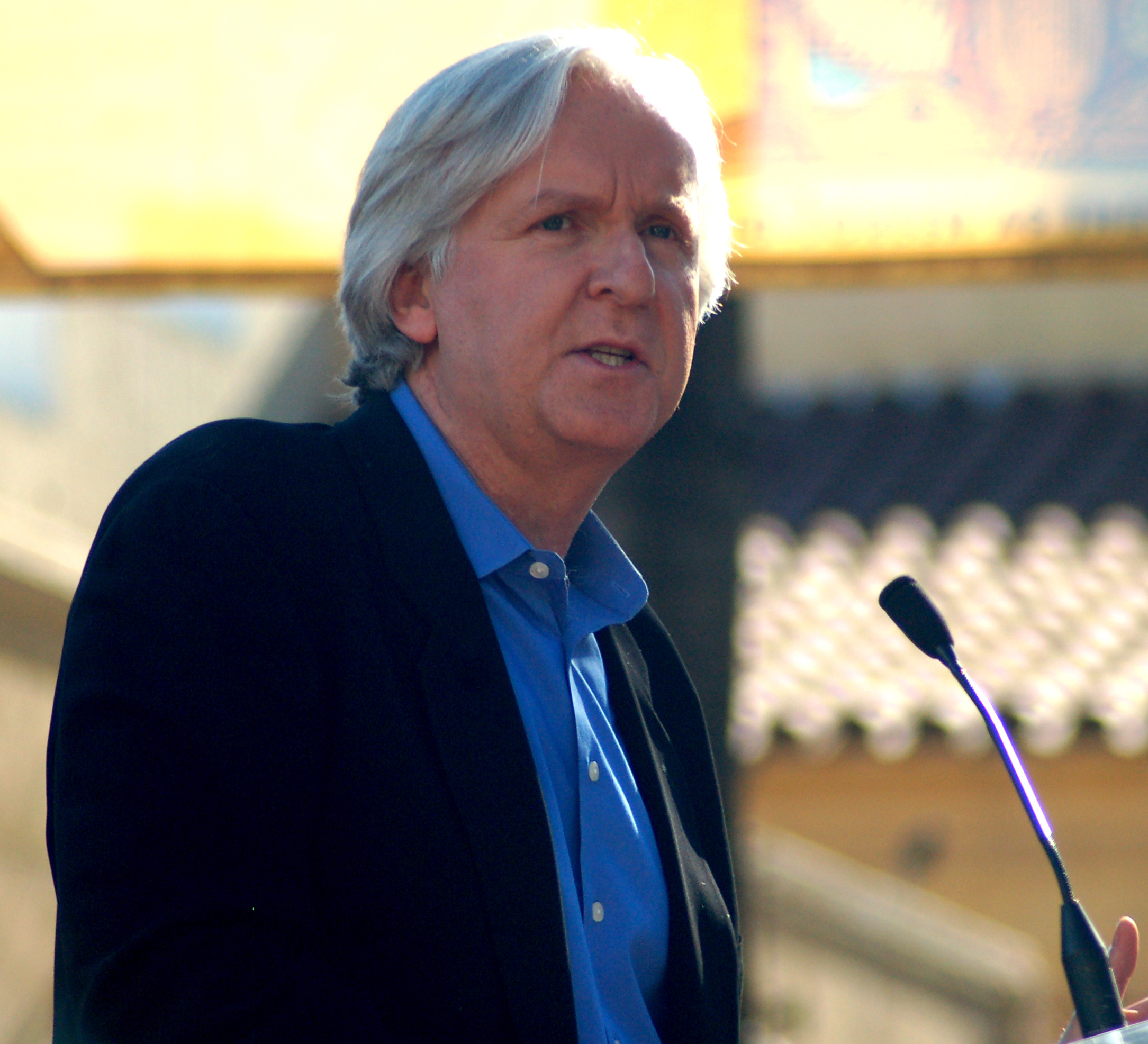
James Cameron in 2009

Zijn eerste filmavonturen waren als scriptschrijver en artdirector onder Roger Corman. In 1981 regisseerde hij zijn eerste film, de horrorparodie Piranha 2: The Spawning. Hij schijnt door de opnames van deze film een zenuwinzinking te hebben gehad, waardoor hij nachtmerries kreeg. Deze nachtmerries werden de inspiratie voor zijn volgende project: The Terminator.
Deze film betekende zowel de grote doorbraak van Arnold Schwarzenegger als die van James Cameron. Deze film had enkele elementen die in latere Cameron-films zouden terugkeren, als special effects en een onderzoek in de relatie tussen mens en machine. In 1985 kwam Rambo: First Blood part 2 uit, waarvoor hij het originele script had geschreven. Dat script werd echter zo aangepast en veranderd door hoofdrolspeler Sylvester Stallone, dat James Cameron zich ervan distantieerde.
Hierna werd hij aangesteld als regisseur en scriptschrijver voor Aliens, het vervolg op Alien van Ridley Scott. De film werd net zo'n succes als zijn voorganger, waarna Cameron met een groot budget aan de gang kon met zijn volgende project, The Abyss. De film werd niet zo'n groot succes als werd gehoopt, maar had wel baanbrekende special effects, waarvoor de film een Oscar kreeg. James Cameron kwam tijdens de opnames van deze film bekend te staan als een lastige regisseur, die veel van zijn acteurs eiste. Hieraan dankt hij zijn bijnaam Iron Jim. Hij wordt door studio's als een nachtmerrie gezien, aangezien zijn films altijd duurder en langer worden dan gepland, en regelmatig achter op schema raken. Zijn films zijn echter over het algemeen kassuccessen.
In 1991 produceerde hij Point Break, dat werd geregisseerd door zijn toenmalige vrouw Kathryn Bigelow. Datzelfde jaar bracht hij Terminator 2: Judgment Day uit. Het was een van de eerste films die veelvuldig gebruik maakte van CGI en was de best bezochte film van dat jaar. In 1994 regisseerde, produceerde en schreef hij True Lies. De hoofdrol werd weer gespeeld door Schwarzenegger. In 1995 produceerde en schreef hij Strange Days, geregisseerd door Bigelow, van wie hij intussen gescheiden was. Tijdens de jaren 90 probeerde Cameron tevergeefs een Spider-Man-film van de grond te krijgen. Hij schreef een scriptment (Camerons mix van een treatment en een scenario) maar problemen met de rechten van de stripheld en de kosten van het project maakten dat de studio er niet aan wilde beginnen. Hierna stapte Cameron af van de sciencefiction- en actiefilms die hij in zijn carrière had gemaakt en begon aan een romantisch epos dat gigantisch over het budget heen ging.
Titanic kwam in 1997 uit en werd de derde meest succesvolle film aller tijden. Alhoewel de film meer dan tweehonderd miljoen dollar kostte, bracht hij wereldwijd meer dan 2,1 miljard op. De film haalde elf Oscars binnen, waaronder drie voor James Cameron (Beste Film, Beste Regisseur en Beste Montage).
Na Titanic heeft Cameron de televisieserie Dark Angel bedacht en regisseerde hij enkele documentaires, Ghosts of the Abyss, over de Titanic, en Aliens of the Deep, over het leven in de diepzee. In december 2009 kwam de sciencefictionfilm Avatar uit. Dit was de eerste fictiefilm van Cameron sinds Titanic. Het project had een budget van 250 miljoen dollar en bracht op de premièredag al ruim $ 27 miljoen op. De film is de succesvolste film ooit met een opbrengst van meer dan 2,7 miljard dollar. Avatar won onder meer twee Golden Globes (beste regisseur en beste dramafilm). Cameron heeft na het succes van de film Avatar verteld, dat hij een 2e deel en een derde deel gaat maken, het tweede aankomende deel zou nog minstens vier jaar duren omdat Cameron nog betere technieken in de film wil toepassen.
Op 26 februari 2007 kwam Cameron met het nieuws naar buiten dat het graf van Jezus zou zijn gevonden. Een documentaire geproduceerd door Cameron voor Discovery Channel is in 2007 uitgezonden.
Op 26 maart 2012 daalde Cameron met de bathyscaaf Deepsea Challenger af naar de bodem van de Marianentrog (10 911 meter). Dat is nog maar één keer eerder vertoond: in 1960 door Jacques Piccard en Don Walsh aan boord van de bathyscaaf Trieste.

### Privéleven
James Cameron is vijf keer getrouwd geweest, met Sharon Williams (1978–1984), Gale Anne Hurd (1985–1989), Kathryn Bigelow (1989–1991), Linda Hamilton (1997–1999, één dochter) en Suzy Amis (vanaf 2000, twee dochters en één zoon).

## Filmografie (regie)
- Piranha II: The Spawning (1981)
- The Terminator (1984)
- Aliens (1986)
- The Abyss (1989)
- Terminator 2: Judgment Day (1991)
- True Lies (1994)
- Titanic (1997)
- Dark Angel (televisieserie, 2000)
- Ghosts of the Abyss (2002)
- Aliens of the Deep (2005)
- Avatar (2009)
- Avatar: The Way of Water (2022)